# Linger Awhile
Linger Awhile é o segundo álbum de estúdio da cantora de jazz estadunidense Samara Joy, lançado em 16 de setembro de 2022 pela Verve Records. Produzido por Matt Pierson, o álbum recebeu o Prêmio Grammy de Melhor Álbum Vocal de Jazz e alavancou a conquista do prêmio de Artista Revelação pela artista no Grammy Awards de 2023.
Após as vitórias de Joy, o álbum alcançou a posição 158 na Billboard 200 dos Estados Unidos e alcançou a primeira colocação da parada Jazz Albums com 8,500 unidades equivalentes a álbuns.

## Lista de faixas
| N.º            | Título                                | Compositor(es)                                   | Duração |  |
| 1.             | "Can't Get Out of This Mood"          | Frank Loesser Jimmy McHugh                       | 3:42    |  |
| 2.             | "Guess Who I Saw Today"               | Elisse Boyd Murray Grand                         | 4:09    |  |
| 3.             | "Nostalgia (The Day I Knew)"          | Fats Navarro Samara Joy                          | 3:30    |  |
| 4.             | "Sweet Pumpkin" (com Pasquale Grasso) | Ronnell Bright                                   | 3:54    |  |
| 5.             | "Misty"                               | Erroll Garner Johnny Burke                       | 4:54    |  |
| 6.             | "Social Call"                         | Basheer Qusim Jon Hendricks                      | 4:30    |  |
| 7.             | "I'm Confessin' (That I Love You)"    | Al Neiburg Doc Daugherty Ellis Reynolds          | 5:04    |  |
| 8.             | "Linger Awhile"                       | Harry Owens Vincent Rose                         | 1:47    |  |
| 9.             | "'Round Midnight"                     | Thelonious Monk Bernard Hanighen Cootie Williams | 5:42    |  |
| 10.            | "Someone to Watch Over Me"            | George Gershwin Ira Gershwin                     | 4:02    |  |
| Duração total: | Duração total:                        | Duração total:                                   | 41:14   |  |

## Créditos
- Samara Joy – vocais
- Matt Pierson – produção técnica
- Chris Allen – mixagem
- Mark Wilder – masterização
- Sampson Alvarado – assistência de gravação
- Will Bennett – assistência de gravação
- Ryan Rogers – direção criativa, design
- Meredith Truax – fotografia
- Kendric McCallister – saxofone tenor, arranjos
- Donovan Austin – trombone
- Pasquale Grasso – violão
- Ben Paterson – piano
- Terell Stafford – trompete, flugelhorne
- Kenny Washington – bateria
- David Wong – contrabaixo

## Desempenho nas tabelas musicais
| Parada musical (2023)                  | Melhor posição |
| -------------------------------------- | -------------- |
| Austrália (ARIA)                       | 4              |
| Estados Unidos (Billboard 200)         | 158            |
| Estados Unidos (US Jazz Albums)        | 1              |
| França (SNEP)                          | 180            |
| França (French Jazz Albums)            | 2              |
| Japão (Oricon)                         | 26             |
| Japão (Japanese Hot Albums)            | 38             |
| Reino Unido (UK Album Downloads Chart) | 14             |
| Reino Unido (UK Jazz & Blues Albums)   | 1              |